# 제2회 서울충무로국제영화제
제2회 서울충무로국제영화제는 2008년 9월 3일에 열린 시상식이다.

## 수상 및 후보

### 대상
- 트랩 - Srdjan Golubovic 수상

### 심사위원 특별상
- 스노우 - 아이다 베기츠 수상

### 올해의 발견상
- 행복 - 허진호 수상

### 관객상
- 매드 디텍티브 - 두기봉 수상

### 국제 경쟁부문
- 나는, 인어공주 - 안나 멜리키안
- 레스트리스 - 아모스 콜렉
- 그녀의 남자친구 - 미샤 레빈스키
- 핸들 미 위드 케어 - 콩데이 자투란라스미
- 조용한 혼돈 - 안토니오 루이지 그리말디
- 올드 피시 - 고군서
- 낫 바이 찬스 - 필립 바신스키
- 라이벌즈 - 자크 말리오트
- 괜찮아질꺼야 - 짐 브로이어

### CHIFFS 매스터즈
- 2001 스페이스 오디세이 - 스탠리 큐브릭
- 미지와의 조우 - 스티븐 스필버그
- 브레인스톰 - 더글라스 트럼벌
- 블레이드 러너: 파이널 컷 - 리들리 스콧
- 매스터 클래스: 더글러스 트럼블 - 더글라스 트럼벌

### 공식초청부문
- 밀회 - 데이빗 린
- 위대한 유산 - 데이빗 린
- 검은 수선화 - 마이클 포웰 외 1명
- 지상에서 영원으로 - 프레드 진네만
- 롤라 몬테스 - 막스 오퓔스
- 왕과 나 - 월터 랭
- 아라비아의 로렌스 - 데이빗 린
- 드라이 섬머 - 메틴 에륵산
- 닥터 지바고 - 데이빗 린
- 성난 황소 - 마틴 스코세이지
- 금지된 사랑 - 카메론 크로우
- 러브 앤드 히스테리 - 알폰소 쿠아론
- 파이 독 - 곽자건
- 마술 조롱박의 비밀 - 주가흔 외 1명
- 슬립 딜러 - 알렉스 리베라
- 로스 - 마리스 마르틴손스
- 텐 텐 - 울리케 오팅거
- 러브 어페어 - 레오 맥캐리

### 아시아 영화의 재발견
- 들개 - 구로사와 아키라
- 버마의 하프 - 이치카와 곤
- 불꽃(영어판) - 이치카와 곤
- 잠복근무 - 노무라 요시타로
- 남동생 - 이치카와 곤
- 검은 10인의 여자 - 이치카와 곤
- 검은 실크 - 라타나 페스톤지
- 모래 그릇 - 노무라 요시타로
- 이누가미가의 일족 - 이치카와 곤
- 악마의 노래 - 이치카와 곤
- 병원 비탈길에 목 매는 집 - 이치카와 곤
- 세설 - 이치가와 곤
- 암화 - 유달지
- 텔 미 썸딩 - 장윤현
- 도라 헤이타 - 이치카와 곤
- 라 비다 로사 - 치토 S.로노
- 코마 - 나지량
- 원 라스트 댄스 - 맥스 마코우스키
- 푸른 이끼 - 곽자건
- 이치카와 콘 이야기 - 이와이 슌지
- 타이완 블랙 무비를 말하다 - 렌디 치 젠 호우
- 하얀 비키니의 복수 - 차이밍량

### 무성 영화의 향연
- 경찰 - 버스터 키튼
- 황태자의 사랑 - 에른스트 루비치
- 청춘의 십자로 - 안종화
- 대장장이 - 버스터 키튼
- 일주일 - 버스터 키튼 외 1명

### 한국 영화 추억전
- 어느 여대생의 고백 - 신상옥
- 자유결혼 - 이병일
- 미워도 다시한번 - 정소영
- 잘 돼 갑니다 - 조긍하
- 카인의 후예 - 유현목
- 소나기 - 고영남
- 족보 - 임권택
- 바이 준 - 최호
- 파란대문 - 김기덕

### 충무로 NOW
- 스카우트 - 김현석
- 영향 아래 있는 남자 - 정주리
- 은하해방전선 - 윤성호
- 기차를 세워주세요 - 한지혜
- 모퉁이의 남자 - 이진우
- 아이들 - 윤성현
- 암사자(들) - 홍재희
- 외할머니와 레슬링 - 임형섭
- 전설의 케이 - 송재윤
- 밤은 그들만의 시간 - 조은경
- 125 전승철 - 박정범

### 특별전
- 노스페라투: 공포의 교향곡 - F.W. 무르나우
- 푸른 천사 - 조세프 본 스텐버그
- 엠 - 프리츠 랑
- 사랑은 죽음보다 차갑다 - 라이너 베르너 파스빈더
- 하늘은 스스로 돌보는 자를 돌보지 않는다 - 베르너 헤어조크
- 제이콥의 거짓말 - 프랑크 바이어
- 마리아 브라운의 결혼 - 라이너 베르너 파스빈더
- 양철북 - 폴커 슐렌도르프
- 애수의 트로이메라이 - 피터 샤모니
- 모모 - 요하네스 샤프
- 베를린 천사의 시 - 빔 벤더스
- 페이지 터너 - 하이너 카로
- 코미디언 하모니스트 - 조셉 빌스마이어
- 롤라 런 - 톰 티크베어
- 갈 곳 없는 삶 - 오스카 뢰러
- 러브 인 아프리카 - 카롤리네 링크
- 흰 소음 - 한스 바인가르트너
- 굿바이, 레닌 - 볼프강 벡커
- 미치고 싶을 때 - 파티 아킨
- 위대한 침묵 - 필립 그로닝
- 귀 없는 토끼 - 틸 슈바이거
- 옐라 - 크리스티안 펫졸드
- 눈에서 눈으로: 독일 영화의 모든 것 - 미카엘 알텐 외 1명
- 바그다드 카페 - 퍼시 애들론
- 남자들... - 도리스 도리
- 독일자매 - 마가레테 폰 트로타
- 솔로 써니 - 콘라트 볼프
- 다윗의 별 - 콘라트 볼프
- 우리 중에 살인자가 있다 - 볼프강 슈타우테

### 칸 영화제 감독주간 40주년 특별전
- 마꾸나이마 - 조아킴 페드로 데 안드라데
- 캘커타 - 루이 말
- 자작나무 - 안제이 바이다
- 비열한 거리 - 마틴 스코세이지
- 체도 - 우스만 셈벤
- 아마도 악마가 - 로베르 브레송
- 상하이 이인창관 - 테라야마 슈지
- 히트웨이브 - 필립 노이스
- 제로 시티 - 카렌 샤크나자로브
- 폭풍의 월요일 - 마이크 피기스
- 어져스터 - 아톰 에고이안
- 하층민들 - 켄 로치
- 베니의 비디오 - 미카엘 하네케
- 세이프 - 토드 헤인즈
- 프로메제 - 장 피에르 다르덴
- 아름다운 시절 - 이광모
- 박하사탕 - 이창동
- 남색대문 - 이치엔
- 그때 그사람들 - 임상수
- 주먹이 운다 - 류승완
- 괴물 - 봉준호
- 대일본인 - 마츠모토 히토시
- 40X15: 칸 감독주간 40년의 기록 - 올리비에 자한
- 블라인드 러브 - 유라이 레호츠키
- 새들의 노래 - 알베르 세라
- 우리들의 아름다운 8월 - 미겔 고미쉬

### 장선우 -전
- 서울 황제 - 장선우
- 성공시대 - 장선우
- 우묵배미의 사랑 - 장선우
- 경마장 가는 길 - 장선우
- 화엄경 - 장선우
- 너에게 나를 보낸다 - 장선우
- 한국 영화 씻김 - 장선우
- 꽃잎 - 장선우
- 나쁜 영화 - 장선우
- 거짓말 - 장선우
- 장선우 변주곡 - 장선우
- 성냥팔이 소녀의 재림 - 장선우
- 귀여워 - 김수현

### 까르뜨 블랑슈
- 뻐꾸기 둥지 위로 날아간 새 - 밀로스 포먼
- 디어 헌터 - 마이클 치미노
- 버디 - 앨런 파커
- 파리 텍사스 - 빔 벤더스
- 위선의 태양 - 니키타 미할코프
- 매그놀리아 - 폴 토마스 앤더슨
- 복수는 나의 것 - 박찬욱